# Tullio Levi-Civita
Tullio Levi-Civita [lévi čivitá] (29. března 1873 Padova – 29. prosince 1941 Řím) byl italský matematik, známý především svými pracemi o tenzorovém počtu, které se výrazně uplatnily v teorii relativity. Kromě toho se zabýval čistou i aplikovanou matematikou, například problémem tří těles, analytickou mechanikou a hydrodynamikou.

## Život
Narodil se v židovské rodině právníka a senátora, vystudoval matematiku v Padově, kde mezi jeho učiteli byl i Gregorio Ricci-Curbastro, objevitel tenzorového počtu. Od roku 1894 přednášel matematiku v Pavii, od roku 1898 v Padově a od roku 1918 na univerzitě v Římě. Roku 1900 publikoval společně se svým učitelem Ricci-Curbastrem teorii a metody absolutního diferenciálního počtu, která byla přeložena do řady jazyků a patří stále mezi klasická díla o tenzorovém počtu. Jeho teorii pak použil Albert Einstein v obecné teorii relativity. Řadu let spolu korespondovali a roku 1936 přijel Levi-Civita na jeho pozvání do Princetonu. Po roce se vrátil do Itálie, ale rasové zákony roku 1938 ho vyloučily z univerzity a všech vědeckých společností a roku 1941 zemřel ve svém bytě v Římě.

## Ocenění
Britská královská společnost mu udělila roku 1922 Sylvestrovu medaili a 1930 ho zvolila svým zahraničním členem. Byl čestným členem řady učených společností a akademií, také italské Accademia dei Lincei a Papežské akademie věd.
Po T. Levi-Civita je pojmenováno:
- Levi-Civitovo těleso
- Levi-Civitův symbol
- Levi-Civitův paralelismus
- Kráter na Měsíci
- Levi-Civitova konexe